# Бруквуд (Алабама)
Бруквуд (енгл. Brookwood) град је у америчкој савезној држави Алабама. По попису становништва из 2010. у њему је живело 1.828 становника.

## Демографија
Према попису становништва из 2010. у граду је живело 1.828 становника, што је 345 (23,3%) становника више него 2000. године.
| Група             | 2000.         | 2010.         |
| Белци             | 1.451 (97,8%) | 1.659 (90,8%) |
| Афроамериканци    | 8 (0,5%)      | 96 (5,3%)     |
| Азијати           | 2 (0,1%)      | 2 (0,1%)      |
| Хиспаноамериканци | 5 (0,3%)      | 36 (2,0%)     |
| Укупно            | 1.483         | 1.828         |